# Chlorophytum bharuchae
Chlorophytum bharuchae är en sparrisväxtart som beskrevs av Ansari, Sundararagh. och Koppula Hemadri. Chlorophytum bharuchae ingår i släktet ampelliljor, och familjen sparrisväxter. Inga underarter finns listade i Catalogue of Life.